# Richard Westphal Brighenti
Richard Westphal Brighenti (Lauro Müller, 16 de outubro de 1977) é um cientista da computação, cervejeiro, escritor e empresário brasileiro, sócio proprietário da Lohn Bier, cervejaria familiar localizada em Lauro Müller. É sommelier de cerveja pela Doemens Akademie, Alemanha, e Escola Superior de Cerveja e Malte, Blumenau.

## Vida e formação
Nasceu em Lauro Müller, filho de Geraldo Brighenti, de origem italiana e Margarét Westphal Brighentim, de ascendência alemã. Ainda jovem passou a residir com seus pais na cidade vizinha de Orleans, onde foi seminarista no Instituto São José, da ordem Josefinos de Murialdo, cidade onde foi também catequista na Paróquia Santa Otília. Casado com Tatiane Felisbino Brighenti, é pai de Sofia Eloa de Oliveira Souza Brighenti e Maria Eduarda Felisbino Brighenti. Formado em ciência da computação pela Universidade do Sul de Santa Catarina (UNISUL), Tubarão, com pós-graduação em gestão estratégica de negócios pela Unibave, Orleans.

## Carreira
Autor de diversos artigos cervejeiros na Revista da Cerveja e outras páginas na Internet. É professor de cerveja artesanal pelo SENAI e juiz de cervejas capacitado pelo Beer Judge Certification Program (BJCP). É também palestrante.

## Catharina Sour
Richard participou ativamente na criação do estilo de cerveja Catharina Sour. A Lohn Bier foi uma das primeiras cervejarias a produzir a Catharina Sour, o primeiro estilo de cerveja brasileiro, homologado pelo BJCP.

## Green Belly
A Lohn Bier lançou em 2020 uma cerveja produzida com lúpulo procedente de Santa Catarina, a Green Belly (em português:  Barriga Verde).
“Até pouco tempo falar sobre a produção de lúpulo nacional era algo longe da realidade para as cervejarias. Estar longe da latitude ideal como preconizam as bibliografias era desanimador, mas o Brasil é um país com dimensões continentais e existem micro-climas. Com o projeto na Serra Catarinense, agora temos a oportunidade de fazer parte de uma cadeia produtiva do início ao fim, e não apenas com flores, como vemos há décadas no Brasil. Estamos super empolgados com o resultado da cerveja Green Belly. As pessoas que quiserem entender a qualidade dos lúpulos brasileiros podem consumir a cerveja Hop Lager da Lohn com lúpulos americanos e compará-la com a Green Belly que usa absolutamente a mesma receita e processos, com a única distinção dos lúpulos catarinenses”.

## Publicações
- Fazemos Cervejas – Os Primeiros Anos de uma Microcervejaria[13]

## Galeria

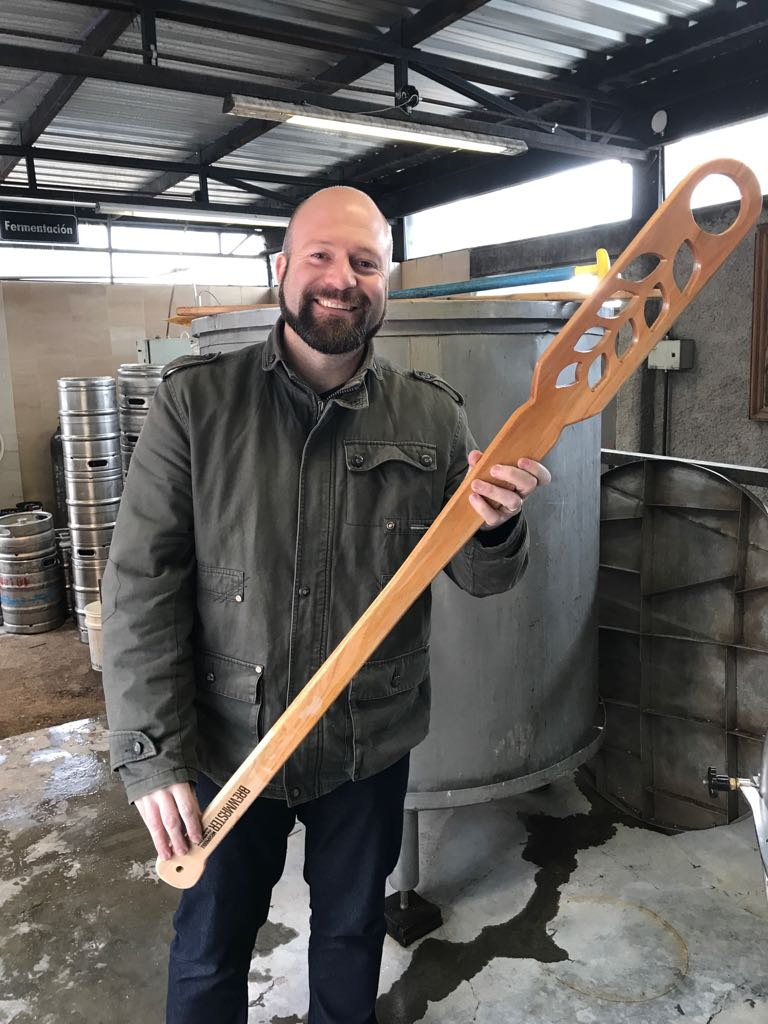
Produzindo uma cerveja Catharina Sour colaborativa na Argentina, em Poterrillos, na Cervecería Jerome
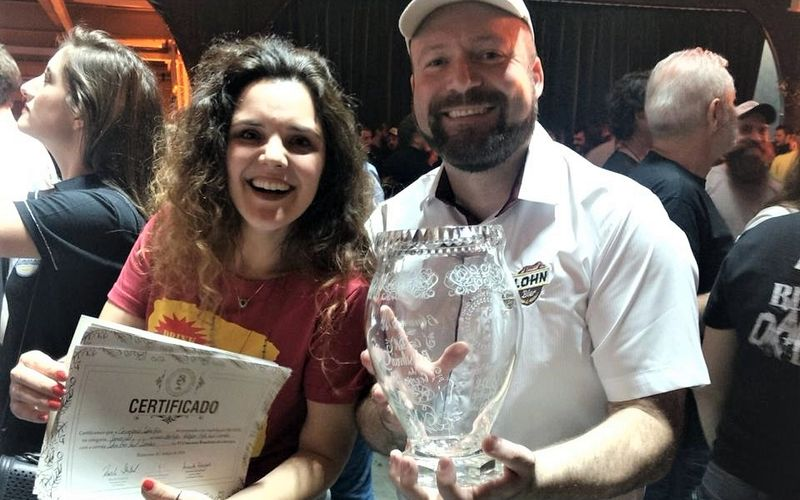
Richard e sua mulher Tatiani, em premiação do Festival Brasileiro de Cervejas em Blumenau, 2018
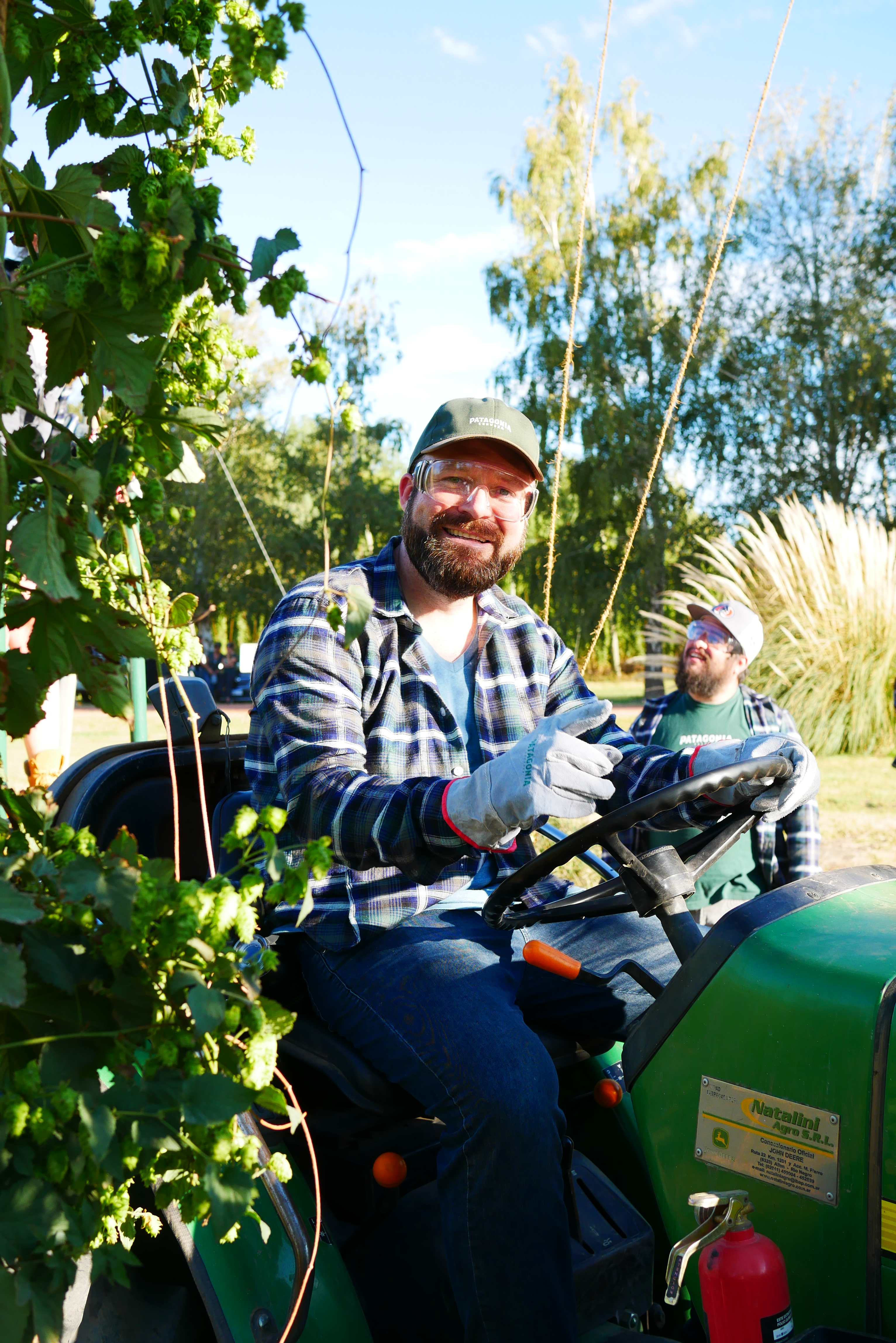
Colheita de lúpulo na Argentina, março de 2020